# Gylippos
Gylippos var en spartansk krigare under 400-talet före Kristus.
Gylippos vann från 444 f.Kr. ett stort inflytande i Thurioi, och skickades som kännare av västgrekerna 414 f.Kr. men en hjälpexpedition från Sparta till det av Atenarna belägrade Syrakusa. Innan staden fullständigt inneslutits, trängde Gylippos med 3000 man in och ledde försvaret med sådan framgång, att atenarna måste ge upp belägringen. Gylippos försökte rädda de tillfångatagna Atenska fältherrarna. Efter en tids tjänstgöring i Lysanders här blev han dömd till landsflykt för försnillning av krigsbyte.